# C.R. Suresh
Cheriyachanasseri Ramachandran Suresh (n. 1950) es un botánico, profesor indio, que desarrolla actividades académicas en el "Departamento de Botánica", de la Universidad de Madrás, y en la Universidad de Calicut. Ha trabajado extensamente en la familia Convolvulaceae de la India.

## Algunas publicaciones

### Libros
- dan henry Nicolson, c.r. Suresh, k.s. Manilal. 1988. An interpretation of Van Rheede's Hortus Malabaricus. Volumen 119 de Regnum vegetabile. Edición ilustrada de Koeltz Scientific Books, 378 pp.

- k.s. Manilal, t. Sabu, c. sathish Kumar, c.r. Suresh. 1988b. Flora of Silent Valley. 398 pp.

- c.r. Suresh. 1986. A reinvestigation of the medicinal plants described in Hortus Malabaricus. Editor University of Calicut, 1.392 pp.

- La abreviatura «Suresh» se emplea para indicar a C.R. Suresh como autoridad en la descripción y clasificación científica de los vegetales.[2]